# Hitchcock County
Hitchcock County är ett administrativt område i delstaten Nebraska, USA. År 2010 hade countyt 2 908 invånare. Den administrativa huvudorten (county seat) är Trenton. Countyt har fått sitt namn efter politikern Phineas Hitchcock.

## Geografi
Enligt United States Census Bureau så har countyt en total area på 1 862 km². 1 839 km² av den arean är land och 23 km² är vatten. 

### Angränsande countyn

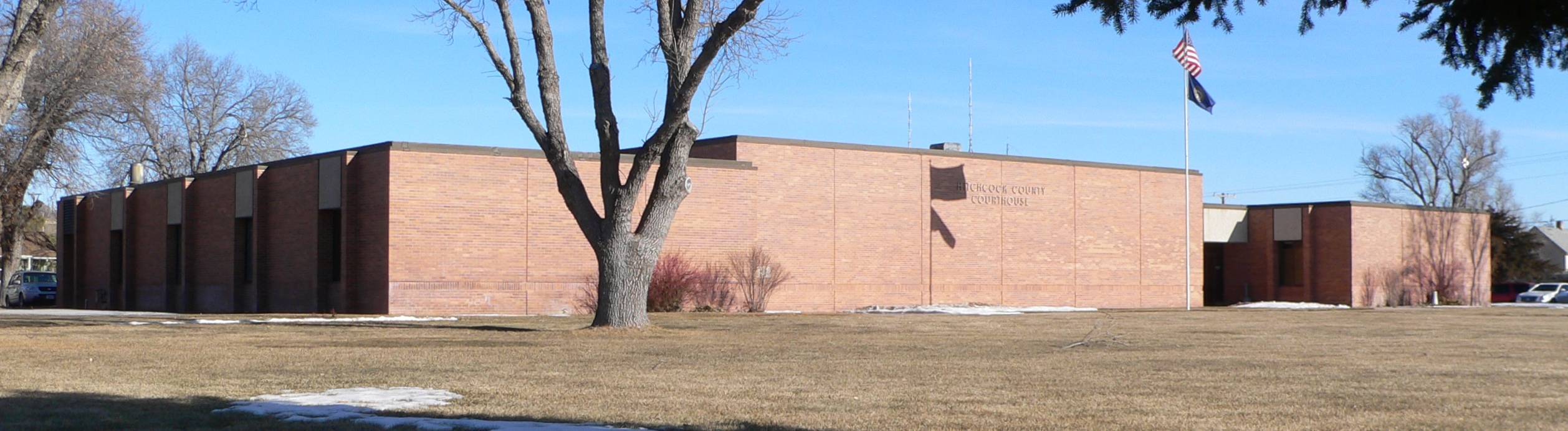
Hitchcock County courthouse i Trenton.

- Red Willow County - öst
- Rawlins County - syd
- Dundy County - väst
- Hayes County - nord
- Frontier County - nordost